# Герои Российской Федерации — З

В настоящем списке представлены в алфавитном порядке Герои Российской Федерации, чьи фамилии начинаются с буквы «З». Список содержит информацию о роде войск (службе, деятельности) Героев на время присвоения звания, дате рождения, месте рождения, дате смерти и месте смерти Героев.
 Серым цветом в таблице выделены Герои, награждённые посмертно. 
| №  | Фото | Фамилия Имя Отчество             | Род войск, служба    | Годы жизни                        | Место рождения                                        | Место гибели (смерти)                                                   |       |
| -- | ---- | -------------------------------- | -------------------- | --------------------------------- | ----------------------------------------------------- | ----------------------------------------------------------------------- | ----- |
| 1  |      | Завадский, Александр Анатольевич | Пехота и мотострелки | род. 16 декабря 1983              | Вильнюс, Литовская ССР                                |                                                                         |       |
| 2  |      | Завгаев, Ахмед Гапурович         | Политик              | 10 января 1946 — 9 сентября 2002  | пос. Токаревка, Карагандинская область, Казахская ССР | район села Бено-Юрт, Чечня                                              | [ 1 ] |
| 3  |      | Завитухин, Андрей Анатольевич    | авиация              | 22 июня 1962 — 31 января 2000     | с. Сосновка, Вологодская область, РСФСР               | Харсеной, Чечня                                                         |       |
| 4  |      | Заволянский, Валерий Иванович    | Десантные войска     | 12 июля 1993 — 28 мая 2022        | с. Советская Гавань, Хабаровский край, РСФСР          | Украина                                                                 |       |
| 5  |      | Заврайский, Виталий Викторович   | Пехота и мотострелки | род. 20 апреля 1975               | Потсдам, ГДР                                          |                                                                         |       |
| 6  |      | Завьялкин, Андрей Вячеславович   | Пехота и мотострелки | 23 мая 1980 — 5 января 2000       | Ногинск, Московская область, РСФСР                    | Грозный, Чечня                                                          |       |
| 7  |      | Загаев, Амир Абдуллахиевич       | Политик              | 15 июля 1942 — 5 августа 1996     | с. Дышне-Ведено, Чечено-Ингушская АССР, РСФСР         | Махкеты, Чечня                                                          | [ 2 ] |
| 8  |      | Загидов, Загид Асмалавович       | МВД                  | род. 25 мая 1961                  | с. Кегер, Дагестанская АССР, РСФСР                    |                                                                         |       |
| 9  |      | Задорожный, Игорь Сергеевич      | МВД                  | род. 2 ноября 1975                | с. Андреевка, Алматинская область, Казахская ССР      |                                                                         |       |
| 10 |      | Зажигаев, Александр Васильевич   | ВМФ                  | род. 17 августа 1953              | пос. Советабад, Согдийская область, Таджикская ССР    |                                                                         |       |
| 11 |      | Зайцев, Анатолий Григорьевич     | ВМФ                  | род. 15 февраля 1945              | Клинцы, Брянская область, РСФСР                       |                                                                         |       |
| 12 |      | Зайцев, Андрей Сергеевич         | МВД                  | 9 июня 1979 — 10 сентября 1999    | Стародуб, Брянская область, РСФСР                     | Дагестан                                                                |       |
| 13 |      | Закиров, Игорь Рауфович          | авиация              | род. 2 января 1945                | Уфа, Башкортостан, РСФСР                              |                                                                         | [ 3 ] |
| 14 |      | Закиров, Ильфат Индулисович      | спецназ ФСИН         | 9 февраля 1970 — 13 марта 2000    | Ижевск, Удмуртия, РСФСР                               | с. Комсомольское, Чечня                                                 |       |
| 15 |      | Залётин, Сергей Викторович       | Лётчик-космонавт     | род. 21 апреля 1962               | Щёкино, Тульская область, РСФСР                       |                                                                         | [ 4 ] |
| 16 |      | Замараев, Валерий Валентинович   | МЧС                  | 22 августа 1959 — 3 сентября 2004 | Свердловск, Свердловская область, РСФСР               | Беслан, Северная Осетия                                                 |       |
| 17 |      | Замышляк, Григорий Михайлович    | Морская пехота       | 19 октября 1955 — 18 октября 2015 | с. Бандурово, Кировоградская область, Украинская ССР  | Москва                                                                  |       |
| 18 |      | Зарипов, Альберт Маратович       | спецназ ГРУ          | род. 8 ноября 1968                | пос. Бустон, Бухарская область, Узбекская ССР         |                                                                         |       |
| 19 |      | Захаров, Владимир Валерьевич     | Пехота и мотострелки | род. 14 января 1976               | Москва, РСФСР                                         |                                                                         |       |
| 20 |      | Захаров, Пётр Валентинович       | Пехота и мотострелки | 12 сентября 1977 — 3 марта 2000   | ст. Коксу, Талды-Курганская область, Казахская ССР    | Чечня                                                                   |       |
| 21 |      | Захарчук, Андрей Николаевич      | Морская пехота       | 22 июля 1974 — 28 мая 1995        | Ачинск, Красноярский край, РСФСР                      | Чечня                                                                   |       |
| 22 |      | Захарчук, Пётр Михайлович        | ВВ МВД               | 5 января 1953 — 6 марта 1996      | с. Вороняки, Львовская область, Украинская ССР        | Чечня                                                                   |       |
| 23 |      | Звягинцев, Андрей Николаевич     | ВМФ                  | род. 14 марта 1969                | Сочи, Краснодарский край, РСФСР                       |                                                                         |       |
| 24 |      | Зеленко, Андрей Жаннович         | авиация              | 17 августа 1965 —— 27 мая 2019    | Бердичев, Житомирская область, Украинская ССР         | Оренбург                                                                |       |
| 25 |      | Зеленов, Евгений Алексеевич      | авиация              | род. 18 ноября 1951               | с. Смышляевка, Куйбышевская область, РСФСР            |                                                                         | [ 5 ] |
| 26 |      | Зенин, Александр Иванович        | авиация              | 17 августа 1921 — 16 апреля 1999  | с. Дединово, Московская область, РСФСР                | Москва                                                                  | [ 6 ] |
| 27 |      | Зиничев, Евгений Николаевич      | МЧС России           | 18 августа 1966 — 8 сентября 2021 | Ленинград, РСФСР                                      | Большой Иркиндинский водопад, Путоранский заповедник, Красноярский край | [ 7 ] |
| 28 |      | Злобин, Николай Анатольевич      | ВВ МВД               | род. 16 июля 1976                 | Алма-Ата, Казахская ССР                               |                                                                         | [ 8 ] |
| 29 |      | Зобов, Олег Николаевич           | Десантные войска     | 23 февраля 1958 — 17 февраля 1999 | Даугавпилс, Латгалия, Латвийская ССР                  | Москва                                                                  |       |
| 30 |      | Зозулин, Владимир Николаевич     | Десантные войска     | 24 марта 1991 — 19 марта 2022     | Азери, Эстонская ССР                                  | Украина                                                                 |       |
| 31 |      | Зозуля, Андрей Станиславович     | МВД                  | 10 октября 1972 — 18 апреля 1995  | х. Чернышевка, Ростовская область, РСФСР              | с. Бамут, Чечня                                                         |       |
| 32 |      | Золотухин, Евгений Валерьевич    | МВД                  | 26 мая 1982 — 22 июня 2001        | Самара, Самарская область, РСФСР                      | с. Алхан-Кала, Грозненский район, Чечня                                 |       |
| 33 |      | Зорин, Александр Сергеевич       | Разведка ГРУ         | род. 11 августа 1968              | Харьков, Украинская ССР                               |                                                                         |       |
| 34 |      | Зорин, Денис Игоревич            | Десантные войска     | 29 декабря 1991 — 26 февраля 2022 | Суровикино, Волгоградская область                     | Украина                                                                 |       |
| 35 |      | Зубов, Виктор Петрович           | авиация              | 20 сентября 1921 — 16 марта 2002  | с. Глазово, Харьковская губерния, Украинская ССР      | Жуковский, Московская область                                           | [ 9 ] |
| 36 |      | Зуев, Денис Сергеевич            | Десантные войска     | 14 апреля 1978 — 28 ноября 1999   | Ждановка, Донецкая область, Украинская ССР            | Чечня                                                                   |       |
| 37 |      | Зяблов, Сергей Владимирович      | МВД                  | род. 1 января 1957                | Златоуст, Челябинская область, РСФСР                  |                                                                         |       |